# Élisa Beetz-Charpentier
Jeanne Élisa Henriette Beetz-Charpentier (ur. 1859 w Schaerbeek, zm. 1949 w Neuilly-sur-Seine) – francuska rzeźbiarka, medalierka i malarka.

## Nauka i twórczość

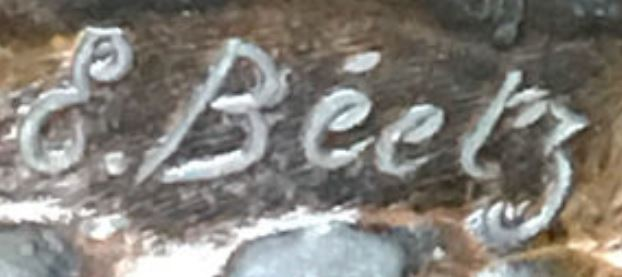
Podpis Elisy Beetz

Élisa Beetz studiowała rzeźbę w Akademii Sztuk Pięknych w Brukseli. Była uczennicą rzeźbiarza Alexandre’a Charpentiera, którego później poślubiła. Élisa Beetz-Charpentier działała głównie jako artystka od 1905 do 1924 roku. W latach 1910–1924 Beetz-Charpentier wystawiała się w Salonie Société Nationale des Beaux-Arts w Paryżu, do którego dołączyła w 1905 roku. W 1909 roku otrzymała pierwszą nagrodę w konkursie na tablicę w stulecie paryskiej firmy Pleyel.
Jako rzeźbiarka i projektantka biżuterii pracowała głównie dla Maison de l’Art Nouveau Siegfrieda Samuela Binga. Jej najbardziej znanym dziełem jest brązowa statuetka z 1903 roku zatytułowana Mała żebraczka z mostu Pont des Arts, przedstawiająca dziewczynkę w płaszczu z kapturem.

## Życie prywatne
26 października 1886 roku wyszła za mąż za Charles Érasme Félix Constant, z którym rozwiodła się 19 kwietnia 1893 roku. Jej drugim mężem był Alexandre Charpentier, również rzeźbiarz i medalier, a świadkami na ich ślubie w 1908 byli Claude Debussy i Auguste Rodin. Rok po ślubie została wdową, gdy jej mąż zmarł na raka 3 marca 1909 roku.

## Kontrowersje
W roku 2017 heraldyk Jerzy Michta opublikował książkę z wynikami swoich badań, które wskazują, że przyjęta w roku 1927 forma godła Polski autorstwa Zygmunta Kamińskiego jest w rzeczywistości kopią wizerunku polskiego orła z plakietki ku czci Ignacego Paderewskiego zaprojektowanej w roku 1924 przez Élisę Beetz-Charpentier. W październiku 2018 roku Andrzej-Ludwik Włoszczyński, powołując się na publikację Jerzego Michty oraz przeprowadzone przez siebie badania stwierdził, że inspiracją Kamińskiego mogła być wyłącznie plakieta Elise Beetz-Charpentier z roku 1924.
W grudniu 2018 roku Aleksander Bąk opublikował kopię umowy z dnia 15 maja 1934 roku, zawartej pomiędzy Mennicą Paryską a medalierką Élisą Beetz-Charpentier. Jego zdaniem stanowi to dowód, że plakieta nie została wyemitowana w roku 1924, lecz dopiero w roku 1934, a teza Jerzego Michty i wnioski sformułowane przez Andrzeja-Ludwika Włoszczyńskiego są niezgodne z prawdą. Włoszczyński skrytykował rozumowanie Bąka.